# チュマク

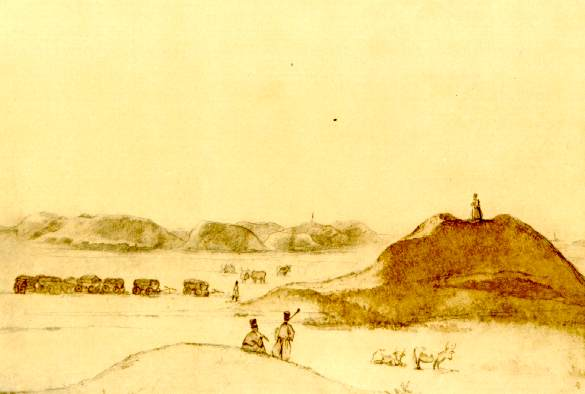
『クルガン沿いのチュマク達』（Chumaky sered mohyl）、タラス・シェフチェンコ、1846年

チュマク（ウクライナ語: чумак）は、近代のウクライナ領内で活動していた商人である。特に塩の貿易をしていたことで有名である。 
チュマクはガリツィア地方から黒海、アゾフ海沿岸に至る地域にかけて塩やその他の商品の交易を促進した、商人階級として発展した。19世紀の終わりに鉄道の敷設により商売が儲からなくなるまで、チュマクは繁栄した。チュマクの最盛期は、ヘーチマン国家（17世紀）の時代、ロシア・ツァーリ国、ポーランド・リトアニア共和国、クリミア・ハン国、モルドバとの交易をやっていた頃であった。しかし近代化の進行により、伝統的な商業は軽視され、チュマクの交易もウクライナ西部に追いやられ、サービス業の最下層として位置づけられるようになった。彼らの生活様式は、ウクライナの民俗、言語、文化全般にわたって大きな足跡として残った。
ウクライナ語で、天の川のことはチュマツィクィー・シュリャーフ（Чумацький Шлях：チュマクの道）と呼ばれている。

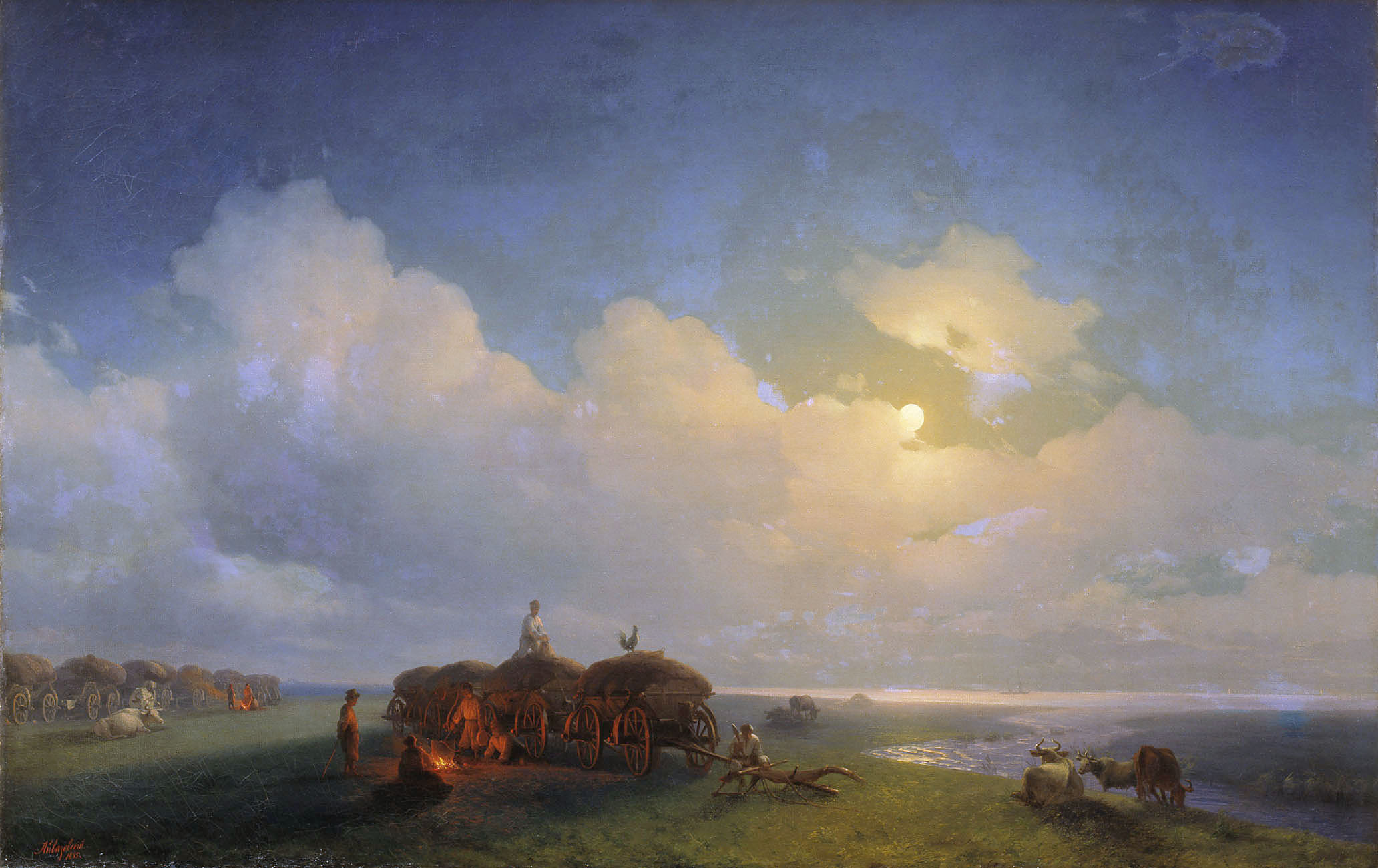
"Chumaky on the break", イヴァン・アイヴァゾフスキー

チュマクの交易は、ウクライナの民俗や伝説に大きな影響を与えた。チュマクの交易を描いた作品として、タラス・シェフチェンコやイヴァン・アイヴァゾフスキー（クリミア系アルメニア人）の芸術作品、セルヒーイ・ヴァスィリキーウシクィイの作品である『チュマクの道』、映画『Moskal, the Wizard』（1955年）、タラス・ペトレンコの歌曲『Ukraina』等が挙げられる。